# Marija Schtscherbyna
Marija Wolodymyriwna Schtscherbyna (ukrainisch Марія Володимирівна Щербина, russisch Мария Владимировна Щербина Marija Wladimirowna Schtscherbina, englische Transkription Mariya Shcherbina; * 11. Dezember 1958 in Charkiw, Ukrainische SSR) ist eine ukrainische mathematische Physikerin.
Schtscherbina studierte ab 1976 Mathematik an der Staatlichen Universität Charkiw mit dem Abschluss 1981 und wurde 1986 am Institut für Tieftemperaturphysik der Ukrainischen Akademie der Wissenschaften in Charkiw promoviert (Einige asymptotische Probleme in der statistischen Physik) und 1997 habilitiert (Doktortitel im russischen System) mit der Habilitation Probleme der Molekularfeldtheorie in der statistischen Mechanik und Theorie der Zufallsmatrizen. Sie ist seit 1983 am Institut für Tieftemperaturphysik, ab 1991 als Senior Research Fellow und ab 2000 als leitende Wissenschaftlerin und ab 2003 als Abteilungsleiterin.
Sie befasst sich mit mathematischen Problemen der statistischen Physik, neuronalen Netzwerken und Spin-Gläsern sowie der Theorie von Zufallsmatrizen und deren Spektren.
1997 bewies sie mit Leonid Pastur die Universalität der lokalen Eigenwert-Statistik einer Klasse unitärer Zufallsmatrizen. Das war eines der ersten Universitalitätsresultate für Zufallsmatrizen.
Sie war Gastwissenschaftlerin an der Universität Paris VII, an der Universität La Sapienza in Rom und der Ruhr-Universität Bochum.
2004 war sie Eingeladene Sprecherin auf dem Europäischen Mathematikerkongress in Stockholm und sie ist Eingeladene Sprecherin 2018 auf dem Internationalen Mathematikerkongress in Rio de Janeiro.
Sie ist verheiratet und hat zwei Kinder.

## Schriften (Auswahl)
- Central Limit Theorem for linear eigenvalue statistics of the Wigner and sample covariance random matrices. Zh. Mat. Fiz. Anal. Geom., Band 7, 2011, S. 176–192, Arxiv 2011.
- Mit Leonid Pastur: Bulk Universality and Related Properties of Hermitian Matrix Models. J. Stat. Phys., Band 130, 2008, S. 205–250, Arxiv.
- Mit Leonid Pastur: Eigenvalue distribution of large random matrices. AMS 2011.